# کالدس
کالدس (به ایتالیایی: Caldes) یک کومونه در ایتالیا است که در ترنتینو واقع شده‌است. کالدس ۲۰٫۹ کیلومتر مربع مساحت و ۱٬۰۴۹ نفر جمعیت دارد.

## خواهرخوانده
شهر Candes-Saint-Martin خواهرخواندهٔ کالدس هست.